# Herophydrus ignoratus
Herophydrus ignoratus är en skalbaggsart som beskrevs av Gschwendtner 1933. Herophydrus ignoratus ingår i släktet Herophydrus och familjen dykare. Inga underarter finns listade i Catalogue of Life.